# Tibiaster
Tibiaster es un género de arañas araneomorfas de la familia Linyphiidae. Se encuentra en Kazajistán.

## Lista de especies
Según The World Spider Catalog 12.0:
- Tibiaster djanybekensis Tanasevitch, 1987
- Tibiaster wunderlichi Eskov, 1995